# Los Mambo Jambo
Los Mambo Jambo és un grup de música rock and roll instrumental conegut per la intensitat dels seus concerts. La portada del disc Exotic Randezvous, inspirada en la literatura pulp, la ciència-ficció i el retrofuturisme dels anys 1950', està il·lustrada pel canadenc Ryan Heshka, que ha publicat portades per a mitjans com Esquire, Vanity Fair, The Wall Street Journal, The New York Times o Playboy.

## Components
- Dani Nel·lo: saxofon[3]
- Dani Baraldés: guitarra
- Ivan Kovacevic: contrabaix
- Anton Jarl: bateria

## Discografia
- Sónido Jambofónico (EP, Buenritmo Records, 2011)
- Los Mambo Jambo (Buenritmo Records, 2012)
- Impacto imminente (Buenritmo Records, 2013)
- La maldición de los rockers - The singles collection (Buenritmo Records, 2015)
- Jambology (Buenritmo Records, 2016)
- Arkestra (Buenritmo Records, 2018)[4]
- Exotic Randezvous (Buenritmo Records, 2021)